# Pierre Ferdinand Ozenne
Pour les articles homonymes, voir Ozenne.
Pierre Ferdinand Ozenne est un homme politique français né le 1er octobre 1751 à Paimbœuf (Loire-Atlantique) et décédé le 21 octobre 1823 à Saint-Claude-de-Diray (Loir-et-Cher).

## Biographie
Trésorier général de la Maison d'Orléans en 1790-1791, il est agent du comité de salut public en l'an II puis sous-directeur de l'école polytechnique en 1795. Négociant et banquier, il est député de Loir-et-Cher en 1815, pendant les Cent-Jours.